# 무함마드 유누스
무함마드 유누스(벵골어: মুহাম্মদ ইউনুস, 1940년 6월 28일 ~ )는 방글라데시의 은행가·경제학자·사회운동개이다. 빈민들에게 무담보 소액대출 운동을 하며 그라민 은행을 설립하여 빈곤퇴치에 앞장선 공로로 2006년 노벨 평화상을 수상하였다.

## 생애
무함마드 유누스는 영국 식민지 시절인 1940년 6월 28일 당시 영국령 인도 벵갈 지방(현재는 방글라데시)의 치타공의 유복한 무슬림 집안에서 아홉 남매 중 셋째로 태어났다.
다카 대학교에서 경제학을 전공한 후 풀브라이트 장학금을 받아 미국 밴더빌트 대학교에서 박사학위를 받았다. 방글라데시로 돌아간 후 치타공 대학교에서 경제학을 강의하며 국민 대부분이 빈곤에 시달리는 현실을 개탄하며 이에 대한 연구를 하였다.
고리대금업자들이 고이율을 부과하여 주민들이 이에 시달릴 수밖에 없는 것을 보고 이들이 작은 사업을 시작할 수 있도록 돈을 쉽게 빌리는 것이 중요하다고 생각하였다. 이에 처음에는 자신의 돈을 무이자로 빌려주다가, 1976년 무담보 소액대출(마이크로크레딧)이라는 프로젝트를 제안했다. 이를 위해 그라민 은행을 설립하였고, 여러 가구가 이의 혜택을 보면서 사업이 차츰 확장되어 1982년 28,000명의 회원이 있었고, 1983년 은행은 정식으로 법인으로 설립되었다. 극빈자에 대한 무담보 대출이었으나, 회수율이 매우 높았고, 많은 가구가 극빈 상황에서 어느 정도 벗어날 수 있었다. 2007년까지 그라민 은행에서 700만명 이상이 대출을 해 간 것으로 집계되었다.
그라민 은행에 의한 무담보 소액대출은 세계 여러 나라로 확산되어 빈곤 퇴치에 기여했으며 그 공로를 인정받아 2006년 그라민 은행과 공동으로 노벨 평화상을 수상하였다. 그 외에도 막사이사이상, 세계 식량상, 서울평화상 등 여러 상을 받았다.
2006년 10월 서울평화상 수상차 대한민국을 방한하였고, 노무현 대통령을 예방하기도 했다.
2007년 그는 정계 입문을 선언, 신당 나고리크 샤크티(시민의 힘)를 창당하고 총선 참여 의사를 밝혔으나, 별다른 성과를 내지 못하자 몇 달 만에 정계 진출을 포기하였다.

## 같이 보기
- 그라민 은행
- 무담보 소액대출